# Nietta Zocchi
Antonietta Zocchi, meglio conosciuta col diminutivo Nietta (Rivoli, 10 luglio 1909 – Roma, 23 aprile 1981), è stata un'attrice italiana.

## Biografia
Dopo aver svolto una notevole carriera teatrale, si avvicinò al cinema nella seconda metà degli anni trenta, interpretando ruoli da caratterista. Alternò al cinema la carriera teatrale. Raggiunse la grande notorietà nel 1976, con l'interpretazione del personaggio della contessa Serbelloni Mazzanti Vien dal Mare nell'ultimo film da lei interpretato, Il secondo tragico Fantozzi. Frequenti i lavori radiofonici, nelle commedie e nei radiodrammi della Rai, soprattutto negli anni cinquanta. Per la televisione è apparsa, fra l'altro, in Piccole donne (1955), Jane Eyre (1957), David Copperfield (1965), Sorelle Materassi (1972) e Il furto della Gioconda (1978).

## Filmografia
- L'anonima Roylott, regia di Raffaello Matarazzo (1936)
- Sette giorni all'altro mondo, regia di Mario Mattoli (1936)
- Lo smemorato, regia di Gennaro Righelli (1936)
- L'albero di Adamo, regia di Mario Bonnard (1936)
- La danza delle lancette, regia di Mario Baffico (1936)
- Ma non è una cosa seria, regia di Mario Camerini (1936)
- Vivere!, regia di Guido Brignone (1937)
- Il suo destino, regia di Enrico Guazzoni (1938)
- La voce senza volto, regia di Gennaro Righelli (1939)
- Batticuore, regia di Mario Camerini (1939)
- La vedova, regia di Goffredo Alessandrini (1939)
- I grandi magazzini, regia di Mario Camerini (1939)
- L'orizzonte dipinto, regia di Guido Salvini (1941)
- Il re del circo, regia di Hans Hinrich (1941)
- Mamma, regia di Guido Brignone (1941)
- La scuola dei timidi, regia di Carlo Ludovico Bragaglia (1941)
- Villa da vendere, regia di Ferruccio Cerio (1941)
- È caduta una donna, regia di Alfredo Guarini (1941)
- Casanova farebbe così!, regia di Carlo Ludovico Bragaglia (1942)
- La cena delle beffe, regia di Alessandro Blasetti (1942)
- Gli assi della risata, regia di Gino Talamo, episodio Il mio pallone (1943)
- Il fiore sotto gli occhi, regia di Guido Brignone (1944)
- La bisarca, regia di Giorgio Simonelli (1950)
- Le avventure di Mandrin, regia di Mario Soldati (1951)
- L'eterna catena, regia di Anton Giulio Majano (1951)
- Senza bandiera, regia di Lionello De Felice (1951)
- Accidenti alle tasse!!, regia di Mario Mattoli (1951)
- Il sogno di Zorro, regia di Mario Soldati (1952)
- Moglie per una notte, regia di Mario Camerini (1952)
- Cani e gatti, regia di Leonardo De Mitri (1952)
- Il romanzo della mia vita, regia di Lionello De Felice (1952)
- L'età dell'amore, regia di Lionello De Felice (1953)
- La mia vita è tua, regia di Giuseppe Masini (1953)
- Pane, amore e fantasia, regia di Luigi Comencini (1953)
- Cento anni d'amore, regia di Lionello De Felice, episodio Garibaldina (1954)
- Cento serenate, regia di Anton Giulio Majano (1954)
- Cheri-Bibi (Il forzato della Guiana) (Chéri-Bibi), regia di Marcello Pagliero (1954)
- Io sono la primula rossa, regia di Giorgio Simonelli (1954)
- Cose da pazzi, regia di Georg Wilhelm Pabst (1954)
- Rigoletto e la sua tragedia, regia di Flavio Calzavara (1954)
- Alvaro piuttosto corsaro, regia di Camillo Mastrocinque (1954)
- Piccola posta, regia di Steno (1955)
- Disperato addio, regia di Lionello De Felice (1955)
- Donne, amore e matrimoni, regia di Roberto Bianchi Montero (1956)
- Moglie e buoi, regia di Leonardo De Mitri (1956)
- Cantando sotto le stelle, regia di Marino Girolami (1956)
- Le schiave di Cartagine, regia di Guido Brignone (1957)
- Il conte di Matera, regia di Luigi Capuano (1957)
- Primo applauso, regia di Pino Mercanti (1957)
- Mattino di primavera, regia di Giacinto Solito (1957)
- Vivendo cantando... che male ti fò?, regia di Marino Girolami (1957)
- Via col... paravento, regia di Mario Costa (1958)
- Il figlio del corsaro rosso, regia di Primo Zeglio (1959)
- Primo amore, regia di Mario Camerini (1959)
- La duchessa di Santa Lucia, regia di Roberto Bianchi Montero (1959)
- Quel tesoro di papà, regia di Marino Girolami (1959)
- La Pica sul Pacifico, regia di Roberto Bianchi Montero (1959)
- Le pillole di Ercole, regia di Luciano Salce (1960)
- Ferragosto in bikini, regia di Marino Girolami (1960)
- I magnifici tre, regia di Giorgio Simonelli (1961)
- Mariti in pericolo, regia di Mauro Morassi (1961)
- Il ratto delle Sabine, regia di Richard Pottier (1961)
- Rocco e le sorelle, regia di Giorgio Simonelli (1961)
- La donna degli altri è sempre più bella, regia di Marino Girolami (1963)
- Veneri al sole, regia di Marino Girolami (1964)
- Spiaggia libera, regia di Marino Girolami (1965)
- I figli del leopardo, regia di Sergio Corbucci (1965)
- Il conte di Montecristo, regia di Edmo Fenoglio (1966)
- Questi fantasmi, regia di Renato Castellani (1967)
- Il padre di famiglia, regia di Nanni Loy (1967)
- Incensurato provata disonestà carriera assicurata cercasi, regia di Marcello Baldi (1972)
- Il secondo tragico Fantozzi, regia di Luciano Salce (1976)

## Teatro
- Intermezzo di Jean Giraudoux, regia di Mario Ferrero, Teatro delle Arti, 6 marzo 1951.

## Prosa radiofonica Rai
- Gli allegri pezzenti di Robert Burns, regia di Anton Giulio Majano, trasmessa l'11 agosto 1951.
- Un tale che passa di Gherardo Gherardi, regia di Sergio Tofano, trasmessa il 29 luglio 1952.
- L'arpa d'erba di Truman Capote, regia di Anton Giulio Majano, trasmessa il 22 giugno 1956.

## Prosa televisiva Rai
- Il sogno dello zio di Fiodor Dostoevsky, regia di Guglielmo Morandi, trasmessa il 20 gennaio 1956.
- I dialoghi delle Carmelitane di Georges Bernanos, regia di Tatiana Pavlova, trasmessa il 2 novembre 1956.
- Biblioteca di Studio Uno, regia di Antonello Falqui – programma TV, episodio La primula rossa (1964)
- Le inchieste del commissario Maigret – serie TV, episodio L'affare Picpus (1965)
- David Copperfield, regia di Anton Giulio Majano – miniserie TV (1965)
- Tutto Totò – serie TV, episodi Il grande maestro e Premio Nobel (1967)
- Stasera Fernandel, regia di Camillo Mastrocinque – miniserie TV (1968)
- Così è (se vi pare), regia di Giorgio De Lullo, trasmessa il 13 settembre 1974.